# Volby do Knesetu 1969
Volby do sedmého Knesetu se v Izraeli konaly 28. října 1969. Výsledkem bylo vítězství levice vedené stranou Ma'arach Goldy Meirové. Volební účast byla 77,8 %.

## Výsledky
| strana                     | hlasů     | % hlasů | křesel na začátku funkčního období | křesel na konci funkčního období |
| -------------------------- | --------- | ------- | ---------------------------------- | -------------------------------- |
| Ma'arach                   | 632 135   | 46,2    | 56                                 | 57                               |
| Gachal                     | 296 294   | 21,7    | 26                                 | 26                               |
| Národní náboženská strana  | 133 238   | 9,7     | 12                                 | 11                               |
| Agudat Jisra'el            | 44 002    | 3,2     | 4                                  | 4                                |
| Nezávislí liberálové       | 43 933    | 3,2     | 4                                  | 4                                |
| Národní kandidátka         | 42 654    | 3,1     | 4                                  | 3                                |
| Rakach                     | 38 827    | 2,8     | 3                                  | 3                                |
| Pokrok a rozvoj            | 28 046    | 2,1     | 2                                  | 2                                |
| Po'alej Agudat Jisra'el    | 24 968    | 1,9     | 2                                  | 2                                |
| Spolupráce a bratrství     | 19,943    | 1,4     | 2                                  | 2                                |
| ha-Olam ha-ze-koach chadaš | 16 853    | 1,2     | 2                                  | 1                                |
| Svobodný střed             | 16 393    | 1,2     | 2                                  | 2                                |
| Maki                       | 15 712    | 1,1     | 1                                  | 1                                |
| Kandidátka země izraelské  | 7 591     | 0,6     | 0                                  | 0                                |
| Mírová kandidátka          | 5 138     | 0,4     | 0                                  | 0                                |
| Mladí Izraele              | 2 116     | 0,1     | 0                                  | 0                                |
| celkem                     | 1 367 743 | 100     | 120                                | 118                              |
|                            |           |         |                                    |                                  |
| Avner Šaki                 | -         | -       | 0                                  | 1                                |
| Šalom Kohen                | -         | -       | 0                                  | 1                                |
| celkem                     |           |         | 120                                | 120                              |
|                            |           |         |                                    |                                  |

## Volby
Volby v roce 1969 jsou významné skutečností, že aliance stran Ma'arach získala do té doby největší počet mandátu ve volební historii státu (57 ze 120). Tento úspěch může být připisován popularitě vlády po izraelském vítězství v šestidenní válce a skutečností, že byl Ma'arach tvořen čtyřmi nejpopulárnějšími levicovými stranami, jež souhrnně v minulých volbách získaly 51,2 %.
Jednalo se zároveň o poslední volby s tak rozhodnou většinou získanou levicí. Před následujícími volbami totiž proběhla jomkipurská válka, která poškodila důvěryhodnost Ma'arachu, a její největší rival Gachal tak snížil rozdíl v zisku na pouhých dvanáct mandátů.

## Sedmý Kneset
Golda Meirová ze strany Ma'arach vytvořila v pořadí patnáctou vládu jako vládu národní jednoty. Kromě Ma'arachu zahrnovala strany Gachal, Národní náboženská strana, Nezávislí liberálové, Pokrok a rozvoj, Spolupráci a bratrství a celkem měla 24 ministrů.
Gachal opustil vládu 6. srpna 1970 poté, co se vláda rozhodla přijmout Rogersův plán (nakonec jej odmítla, ale Gachal se již nevrátil).
Sedmý Kneset patřil k jedněm z nejstabilnějších Knesetů v izraelské historii. Vznikla pouze jedna nová strana (ve skutečnosti se jednalo o přejmenování existující strany) a čtyři poslanci změnili své strany.